# Tsuyoshi Nakao
Tsuyoshi Nakao (中尾 剛 Nakao Tsuyoshi?, nacido el 29 de mayo de 1983 en Kagoshima) es un exfutbolista japonés. Jugaba de defensa y su único club fue el Ventforet Kofu de Japón.

## Trayectoria

### Clubes
| Club           | País  | Año  |
| -------------- | ----- | ---- |
| Ventforet Kofu | Japón | 2002 |